# Xylophanes josephinae
Xylophanes josephinae är en fjärilsart som beskrevs av Clark 1920. Xylophanes josephinae ingår i släktet Xylophanes och familjen svärmare. Inga underarter finns listade i Catalogue of Life.